# Nederlanders op Roland Garros (heren enkelspel)

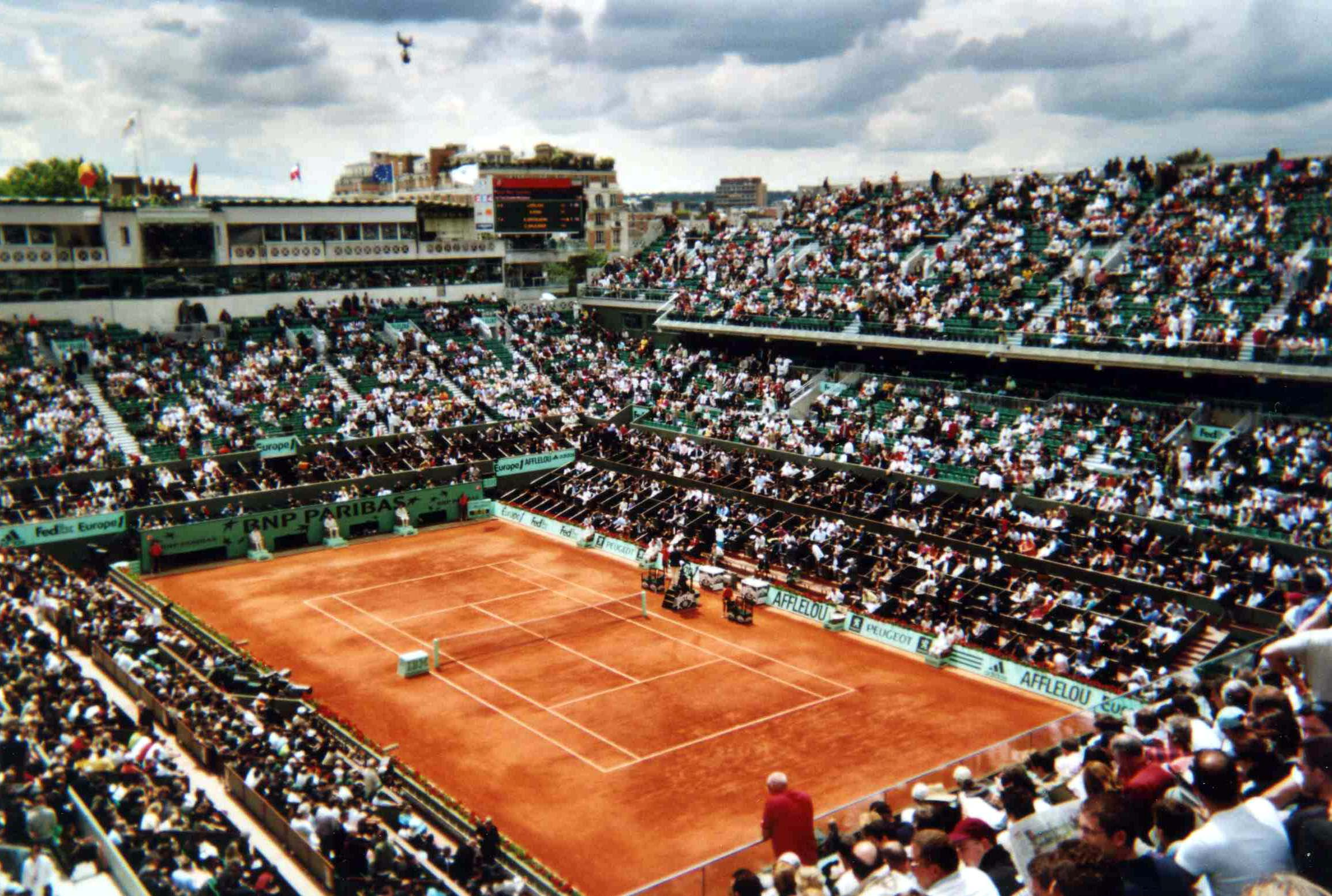
Roland Garros, een van de vier grand slams

Tijdens het open tijdperk (vanaf 1968) hebben 25 Nederlandse tennissers deelgenomen aan het hoofdtoernooi van het herenenkelspel hij het Franse grandslamtennistoernooi Roland Garros (ook wel de Open Franse Tenniskampioenschappen, ofwel French Open). Tom Okker was in 1969 de eerste Nederlandse deelnemer. In de daaropvolgende jaren zeventig was Nederlandse deelname geen vanzelfsprekendheid met zes toernooien waarin geen enkele Nederlandse tennisser deelnam aan het hoofdtoernooi. In de jaren tachtig zou Nederland, met name dankzij Michiel Schapers die achtmaal op rij deelnam (1983-1990), alleen in 1982 ontbreken. In de jaren negentig was Nederland elk jaar vertegenwoordigd. Dit was ook het decennium waarin Nederland de breedste vertegenwoordiging kende, met name dankzij Paul Haarhuis  die elfmaal op rij deelnam (1989-1999), Richard Krajicek, Jan Siemerink en Sjeng Schalken. In het eerste decennium van de 21e eeuw ontbrak Nederland eenmaal, in 2009. In 2003 behaalde Martin Verkerk als eerste en tot dusverre enige Nederlander de finale van het toernooi, waarin hij echter in drie sets verloor van de Spanjaard Juan Carlos Ferrero (1-6, 3-6, 2-6). Tussen 2008 en 2019 nam Robin Haasse elfmaal deel, hij is daarmee mede-recordhouder met Paul Haarhuis. In 2022 wordt door Botic van de Zandschulp de derde ronde bereikt, dat was voor het eerst na 2010.

## Lijst van Nederlandse deelnemers

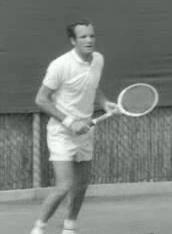
Tom Okker, in 1969 Nederlands eerste deelnemer aan het hoofdtoernooi van het herenenkelspel op Roland Garros

Onderstaande Nederlandse tennissers hebben deelgenomen aan het hoofdtoernooi van het herenenkelspel. Tussen haakjes zijn de jaren van deelname vermeld.
- Tom Okker (1969, 1973, 1978)
- Rolf Thung (1975)
- Louk Sanders (1978, 1979, 1980, 1981)
- Michiel Schapers (1983, 1984, 1985, 1986, 1987, 1988, 1989, 1990, 1992)
- Huub van Boeckel (1985)
- Tom Nijssen (1986, 1987, 1989)
- Menno Oosting (1986, 1988)
- Johan Vekemans (1987)
- Paul Haarhuis (1989, 1990, 1991, 1992, 1993, 1994, 1995, 1996, 1997, 1998, 1999)
- Mark Koevermans (1989, 1990, 1991, 1993)
- Richard Krajicek (1991, 1992, 1993, 1994, 1995, 1996, 1997, 1998, 1999, 2000)
- Jacco Eltingh (1991, 1992, 1993, 1994, 1995)
- Jan Siemerink (1991, 1992, 1993, 1995, 1996, 1997, 1998, 1999, 2001)
- Sjeng Schalken (1996, 1997, 1998, 1999, 2000, 2001, 2002, 2003)
- Dennis van Scheppingen (1997, 2004)
- John van Lottum (1998, 1999, 2000, 2001, 2003, 2004)
- Raemon Sluiter (2001, 2002, 2003, 2004, 2005, 2006)
- Martin Verkerk (2003, 2004, 2007)
- Peter Wessels (2005)
- Melle van Gemerden (2006)
- Robin Haase (2008, 2010, 2011, 2012, 2013, 2014, 2015, 2016, 2017, 2018, 2019)
- Jesse Huta Galung (2008)
- Thiemo de Bakker (2010, 2011, 2013, 2016)
- Thomas Schoorel (2011)
- Igor Sijsling (2012, 2014, 2015, 2016)
- Botic van de Zandschulp (2021, 2022)
- Tallon Griekspoor (2022)

## Beste Nederlander per jaar

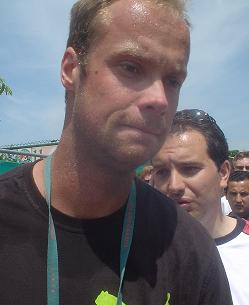
Martin Verkerk was in 2003 de eerste, en tot dusverre enige, Nederlander die de finale bij het herenenkelspel bereikte

| Jaar | Naam                                 | Uitgeschakeld in |
| ---- | ------------------------------------ | ---------------- |
| 1968 | Geen Nederlandse deelname            | -                |
| 1969 | Tom Okker                            | Halve finale     |
| 1970 | Geen Nederlandse deelname            | -                |
| 1971 | Geen Nederlandse deelname            | -                |
| 1972 | Geen Nederlandse deelname            | -                |
| 1973 | Tom Okker                            | Kwartfinale      |
| 1974 | Geen Nederlandse deelname            | -                |
| 1975 | Rolf Thung                           | Eerste ronde     |
| 1976 | Geen Nederlandse deelname            | -                |
| 1977 | Geen Nederlandse deelname            | -                |
| 1978 | Louk Sanders en Tom Okker            | Eerste ronde     |
| 1979 | Louk Sanders                         | Derde ronde      |
| 1980 | Louk Sanders                         | Tweede ronde     |
| 1981 | Louk Sanders                         | Eerste ronde     |
| 1982 | Geen Nederlandse deelname            | -                |
| 1983 | Michiel Schapers                     | Eerste ronde     |
| 1984 | Michiel Schapers                     | Derde ronde      |
| 1985 | Michiel Schapers en Huub van Boeckel | Tweede ronde     |
| 1986 | Michiel Schapers                     | Tweede ronde     |
| 1987 | Michiel Schapers                     | Derde ronde      |
| 1988 | Michiel Schapers en Menno Oosting    | Eerste ronde     |
| 1989 | Paul Haarhuis                        | Derde ronde      |
| 1990 | Paul Haarhuis                        | Derde ronde      |
| 1991 | Richard Krajicek                     | Tweede ronde     |
| 1992 | Richard Krajicek                     | Derde ronde      |
| 1993 | Richard Krajicek                     | Halve finale     |
| 1994 | Jacco Eltingh                        | Vierde ronde     |
| 1995 | Jacco Eltingh                        | Derde ronde      |
| 1996 | Richard Krajicek                     | Kwartfinale      |
| 1997 | Richard Krajicek en Jan Siemerink    | Derde ronde      |
| 1998 | Richard Krajicek                     | Derde ronde      |
| 1999 | Sjeng Schalken                       | Derde ronde      |
| 2000 | Richard Krajicek                     | Derde ronde      |
| 2001 | Sjeng Schalken                       | Tweede ronde     |
| 2002 | Sjeng Schalken                       | Derde ronde      |
| 2003 | Martin Verkerk                       | Finale           |
| 2004 | Martin Verkerk en Raemon Sluiter     | Derde ronde      |
| 2005 | Peter Wessels                        | Tweede ronde     |
| 2006 | Raemon Sluiter                       | Derde Ronde      |
| 2007 | Martin Verkerk                       | Eerste ronde     |
| 2008 | Jesse Huta Galung en Robin Haase     | Eerste ronde     |
| 2009 | Geen Nederlandse deelname            | -                |
| 2010 | Thiemo de Bakker                     | Derde ronde      |
| 2011 | Thomas Schoorel en Robin Haase       | Tweede ronde     |
| 2012 | Robin Haase                          | Tweede ronde     |
| 2013 | Robin Haasse                         | Tweede ronde     |
| 2014 | Robin Haasse                         | Tweede ronde     |
| 2015 | Robin Haasse en Igor Sijsling        | Eerste ronde     |
| 2016 | Igor Sijsling                        | Tweede ronde     |
| 2017 | Robin Haasse                         | Tweede ronde     |
| 2018 | Robin Haasse                         | Eerste ronde     |
| 2019 | Robin Haasse                         | Eerste ronde     |
| 2020 | Geen Nederlandse deelname            | -                |
| 2021 | Botic van de Zandschulp              | Tweede ronde     |
| 2022 | Botic van de Zandschulp              | Derde ronde      |

### Jaarlijkse ontwikkeling
De grafiek hieronder laat zien in welke ronde de best presterende Nederlander van dat jaar werd uitgeschakeld.

## Totaaloverzicht
Hieronder zijn per decennium de resultaten van de Nederlandse deelnemers aan Roland Garros weergegeven. De rij 'subtotaal' toont de Nederlands deelnemers aan het hoofdtoernooi; de rij 'totaal' is inclusief de Nederlanders die in het kwalificatietoernooi werden uitgeschakeld.

### 1968-1979
| Uitgeschakeld in | 1968 | 1969 | 1970 | 1971 | 1972 | 1973 | 1974 | 1975 | 1976 | 1977 | 1978 | 1979 |
| ---------------- | ---- | ---- | ---- | ---- | ---- | ---- | ---- | ---- | ---- | ---- | ---- | ---- |
| Kwalificatie     |      |      |      |      |      |      |      |      |      |      |      |      |
| Eerste ronde     | 0    | 0    | 0    | 0    | 0    | 0    | 0    | 1    | 0    | 0    | 2    | 0    |
| Tweede ronde     | 0    | 0    | 0    | 0    | 0    | 0    | 0    | 0    | 0    | 0    | 0    | 0    |
| Derde ronde      | 0    | 0    | 0    | 0    | 0    | 0    | 0    | 0    | 0    | 0    | 0    | 1    |
| Vierde ronde     | 0    | 0    | 0    | 0    | 0    | 0    | 0    | 0    | 0    | 0    | 0    | 0    |
| Kwartfinale      | 0    | 0    | 0    | 0    | 0    | 1    | 0    | 0    | 0    | 0    | 0    | 0    |
| Halve finale     | 0    | 1    | 0    | 0    | 0    | 0    | 0    | 0    | 0    | 0    | 0    | 0    |
| Finale           | 0    | 0    | 0    | 0    | 0    | 0    | 0    | 0    | 0    | 0    | 0    | 0    |
| Winst            | 0    | 0    | 0    | 0    | 0    | 0    | 0    | 0    | 0    | 0    | 0    | 0    |
| Subtotaal        | 0    | 1    | 0    | 0    | 0    | 1    | 0    | 1    | 0    | 0    | 2    | 1    |
| Totaal           |      |      |      |      |      |      |      |      |      |      |      |      |

### 1980-1989
| Uitgeschakeld in | 1980 | 1981 | 1982 | 1983 | 1984 | 1985 | 1986 | 1987 | 1988 | 1989 |
| ---------------- | ---- | ---- | ---- | ---- | ---- | ---- | ---- | ---- | ---- | ---- |
| Kwalificatie     |      |      |      |      |      |      |      |      |      |      |
| Eerste ronde     | 0    | 1    | 0    | 1    | 0    | 0    | 2    | 2    | 2    | 3    |
| Tweede ronde     | 1    | 0    | 0    | 0    | 0    | 2    | 1    | 0    | 0    | 0    |
| Derde ronde      | 0    | 0    | 0    | 0    | 1    | 0    | 0    | 1    | 0    | 1    |
| Vierde ronde     | 0    | 0    | 0    | 0    | 0    | 0    | 0    | 0    | 0    | 0    |
| Kwartfinale      | 0    | 0    | 0    | 0    | 0    | 0    | 0    | 0    | 0    | 0    |
| Halve finale     | 0    | 0    | 0    | 0    | 0    | 0    | 0    | 0    | 0    | 0    |
| Finale           | 0    | 0    | 0    | 0    | 0    | 0    | 0    | 0    | 0    | 0    |
| Winst            | 0    | 0    | 0    | 0    | 0    | 0    | 0    | 0    | 0    | 0    |
| Subtotaal        | 1    | 1    | 0    | 1    | 1    | 2    | 3    | 3    | 2    | 4    |
| Totaal           |      |      |      |      |      |      |      |      |      |      |

### 1990-1999

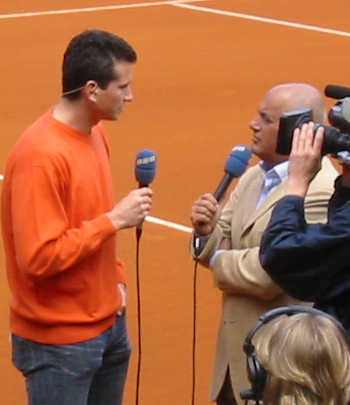
Richard Krajicek (links), in de jaren negentig de succesvolste Nederlandse tennisser op Roland Garros

| Uitgeschakeld in | 1990 | 1991 | 1992 | 1993 | 1994 | 1995 | 1996 | 1997 | 1998 | 1999 |
| ---------------- | ---- | ---- | ---- | ---- | ---- | ---- | ---- | ---- | ---- | ---- |
| Kwalificatie     |      |      |      |      |      |      |      |      |      |      |
| Eerste ronde     | 1    | 4    | 3    | 3    | 0    | 2    | 1    | 2    | 3    | 3    |
| Tweede ronde     | 1    | 1    | 0    | 0    | 0    | 1    | 2    | 1    | 1    | 1    |
| Derde ronde      | 1    | 0    | 1    | 0    | 2    | 1    | 0    | 2    | 1    | 1    |
| Vierde ronde     | 0    | 0    | 0    | 1    | 1    | 0    | 0    | 0    | 0    | 0    |
| Kwartfinale      | 0    | 0    | 0    | 0    | 0    | 0    | 1    | 0    | 0    | 0    |
| Halve finale     | 0    | 0    | 0    | 1    | 0    | 0    | 0    | 0    | 0    | 0    |
| Finale           | 0    | 0    | 0    | 0    | 0    | 0    | 0    | 0    | 0    | 0    |
| Winst            | 0    | 0    | 0    | 0    | 0    | 0    | 0    | 0    | 0    | 0    |
| Subtotaal        | 3    | 5    | 4    | 5    | 3    | 4    | 4    | 5    | 5    | 5    |
| Totaal           |      |      |      |      |      |      |      |      |      |      |

### 2000-2009
| Uitgeschakeld in | 2000 | 2001 | 2002 | 2003 | 2004 | 2005 | 2006 | 2007 | 2008 | 2009 |
| ---------------- | ---- | ---- | ---- | ---- | ---- | ---- | ---- | ---- | ---- | ---- |
| Kwalificatie     |      |      |      |      |      |      |      |      |      |      |
| Eerste ronde     | 2    | 2    | 1    | 1    | 2    | 1    | 1    | 1    | 2    | 0    |
| Tweede ronde     | 0    | 1    | 0    | 1    | 0    | 1    | 0    | 0    | 0    | 0    |
| Derde ronde      | 1    | 0    | 1    | 1    | 2    | 0    | 1    | 0    | 0    | 0    |
| Vierde ronde     | 0    | 0    | 0    | 0    | 0    | 0    | 0    | 0    | 0    | 0    |
| Kwartfinale      | 0    | 0    | 0    | 0    | 0    | 0    | 0    | 0    | 0    | 0    |
| Halve finale     | 0    | 0    | 0    | 0    | 0    | 0    | 0    | 0    | 0    | 0    |
| Finale           | 0    | 0    | 0    | 1    | 0    | 0    | 0    | 0    | 0    | 0    |
| Winst            | 0    | 0    | 0    | 0    | 0    | 0    | 0    | 0    | 0    | 0    |
| Subtotaal        | 3    | 4    | 2    | 4    | 4    | 2    | 2    | 1    | 2    | 0    |
| Totaal           |      |      |      |      |      |      |      |      |      |      |

### 2010-2012
| Uitgeschakeld in | 2010 | 2011 | 2012 |
| ---------------- | ---- | ---- | ---- |
| Kwalificatie     |      | 2    | 2    |
| Eerste ronde     | 1    | 1    | 1    |
| Tweede ronde     | 0    | 2    | 1    |
| Derde ronde      | 1    | 0    | 0    |
| Vierde ronde     | 0    | 0    | 0    |
| Kwartfinale      | 0    | 0    | 0    |
| Halve finale     | 0    | 0    | 0    |
| Finale           | 0    | 0    | 0    |
| Winst            | 0    | 0    | 0    |
| Subtotaal        | 3    | 4    | 2    |
| Totaal           |      | 6    | 4    |

## Bijzonderheden
- In 1968, 1970, 1971, 1972, 1974, 1976, 1977, 1982, 2009 en 2020 nam niet één Nederlandse tennisser deel aan het hoofdtoernooi van het herenenkelspel.
- In 1993, 1997, 1998 en 1999 namen vijf Nederlanders deel aan het hoofdtoernooi.
- Paul Haarhuis en Robin Haasse namen van alle Nederlanders het vaakst deel aan het hoofdtoernooi van het herenenkelspel, namelijk elfmaal. Haarhuis heeft als enige de langste reeks van onafgebroken deelnames op zijn naam staan: van 1989 tot en met 1999.
- Robin Haasse was bij acht toernooien de best presterende Nederlander (waarvan twee keer ex aequo).
- Michiel Schapers was bij zes toernooien op rij de best presterende Nederlander, van 1983 tot en met 1988.
- Drie keer speelden twee Nederlanders tegen elkaar op het hoofdtoernooi: 
  - In 1997 won Dennis van Scheppingen in de eerste ronde van Paul Haarhuis met 6-2, 6-4, 5-7, 6-4.
  - In 1998 won John van Lottum in de eerste ronde van Jan Siemerink met 6-7, 6-3, 6-2, 3-6, 6-2.
  - In 1999 won Sjeng Schalken in de eerste ronde van Paul Haarhuis met 6-2, 6-3, 4-6, 6-3.